# Blutalkoholkonzentration
Die Blutalkoholkonzentration (BAK) ist ein Maß für die Menge von Alkohol im Blut und wird üblicherweise in Gewichtsanteilen als g/kg (Promille) angegeben. Sie wird verwendet, um Aussagen über die Einschränkung der Konzentrations- und Zurechnungsfähigkeit durch Alkohol abzuleiten. Die BAK kann in einer Blutprobe gemessen oder aus dem Ergebnis einer Atemalkoholbestimmung oder der Menge konsumierten Alkohols abgeschätzt werden. Die Entnahme einer Blutprobe kann richterlich erzwungen werden (in Österreich nicht erzwingbar – jedoch folgt rechtlich die gleiche Konsequenz, als ob man stark alkoholisiert gewesen wäre). Zur Bestimmung der BAK an Leichen darf das Blut nur aus der Leistenvene entnommen werden. Alternativ kann Augenkammerwasser verwendet werden.
In deutschen Laboren wird meistens der Ethanolwert der Probe in g/l angegeben und häufig auch nicht im Vollblut, sondern im Serum oder Plasma bestimmt. Für die Umrechnung in Promille bzw. g/kg Vollblut müssen daher zwei Faktoren berücksichtigt werden: die Dichte von Vollblut (1,057 g/ml) sowie Serum bzw. Plasma (1,026 g/ml) und der Verteilungskoeffizient Serum bzw. Plasma/Vollblut (1,2). Als Umrechnungsformeln erhält man:
BAK (‰) = Ethanol im Vollblut (g/l)/1,057
BAK (‰) = Ethanol im Serum oder Plasma (g/l)/(1,026·1,2) = Ethanol im Serum oder Plasma (g/l)/1,2312
Die angegebenen Werte sind Durchschnittswerte, die einen normalen relativen Anteil von Blutzellen am Blutvolumen (Hämatokrit) annehmen. Allerdings ist dieser schon bei Frauen niedriger als bei Männern und kann bei Blutarmut (Anämie) noch stärker erniedrigt sein.

## Faktoren mit Einfluss auf die BAK

### Aufnahme
Obwohl Alkohole durchaus auch eingeatmet, über die Haut aufgenommen, intravenös verabreicht oder mit Speisen eingenommen werden können, spielt in der Praxis vor allem die orale Aufnahme alkoholischer Getränke und deren Aufnahme ins Blut eine Rolle. Die Aufnahme des Alkohols, speziell des Ethanols, geschieht dabei über die Schleimhäute des Verdauungstraktes, etwa 2 % direkt durch Mundschleimhaut und Speiseröhre. Überwiegend wird Ethanol im oberen Dünndarm, je nach Verweildauer auch zu etwa 10 bis 20 % im Magen aufgenommen. Die direkte Aufnahme über die Mundschleimhaut führt zu einem raschen Wirkungseintritt, die erste (abbauende) Leberpassage entfällt.

### Abbau
Ethanol wird überwiegend in der Leber über die Alkoholdehydrogenase (ADH) abgebaut. Dieses Enzym, das sich aus mehreren Isoenzymen unterschiedlicher Aktivität zusammensetzt, findet sich in geringen Mengen auch in anderen Geweben wie den Schleimhäuten der Lunge oder des Magen-Darm-Bereichs. Die Abbaurate liegt bei alkoholgewöhnten Erwachsenen oberhalb einer BAK von 0,1 ‰ bei 0,1 ‰ bis 0,2 ‰, d. h. im Mittel 0,15 g/kg, pro Stunde. Geschlechtsspezifische Unterschiede wie beim Verteilungsvolumen sind für den Alkoholabbau nicht gesichert. Bei Blutalkoholspiegeln über 2 ‰ kann die Ethanolelimination (der Alkoholabbau) schneller ablaufen, da dann auch das MEOS am Alkoholabbau beteiligt ist. Bei Ethanolspiegeln um 0,1 g/kg ist im Körper nicht mehr ausreichend Ethanol vorhanden, um das ADH-System vollständig zu sättigen. Der Verlauf der Blutalkoholkurve in Abhängigkeit von der Zeit ist unterhalb dieser BAK-Werte nicht mehr linear.
Neben dem Abbau werden geringe Mengen Ethanol auch unverändert ausgeschieden. Die Lunge ist an der Ausscheidung mit etwa 3 %, die Niere mit rund 1 bis 2 % beteiligt.

### Trinkverhalten, biologischer Abbau
Das Trinkverhalten, die Art des Getränkes und die Magenfüllung bestimmen maßgeblich die Verweildauer des Alkohols im Magen. Süße, kohlensäurehaltige und warme Getränke passieren den Magen schneller als kalte und bittere Getränke. Ein gefüllter Magen erhöht die Verweildauer alkoholischer Getränke. Dies gilt vor allem nach fettreichen Mahlzeiten. Da die Magenschleimhaut eine größere Diffusionsbarriere für Ethanol darstellt als die Schleimhäute des Dünndarms, führt eine längere Verweildauer im Magen zu einem flacheren Verlauf der BAK-Kurve. Möglicherweise wird dabei bereits ein Teil des Alkohols durch die Enzyme in der Magenschleimhaut abgebaut, sodass er nicht zur BAK beitragen kann. Da die Aufnahme des Ethanols ein Diffusionsvorgang ist, spielt auch die Konzentration des aufgenommenen Getränkes und seine Verdünnung durch den Mageninhalt eine Rolle, da sie den Diffusionsgradienten beeinflusst. Gegenmittel nach Alkoholkonsum haben sich nicht bewährt.

### Weitere individuelle Faktoren
Die Höhe der BAK nach dem Konsum alkoholischer Getränke wird durch eine Vielzahl individueller Faktoren wie Körpergewicht, Körpergröße, Geschlecht und die Zusammensetzung der Isoenzyme der Alkoholdehydrogenase bestimmt. Da Ethanol hydrophil und lipophob ist, verteilt er sich nach der Aufnahme vor allem im Körperwasser, während das Fettgewebe nur geringe Mengen Alkohol aufnimmt. Bei der Berechnung der BAK muss der individuell unterschiedliche Wasseranteil durch Berücksichtigung z. B. des Body-Mass-Index oder durch alters- und geschlechtsspezifische Faktoren berücksichtigt werden. Da Frauen im Mittel einen höheren Körperfettanteil als Männer haben, schlägt sich dies beispielsweise in einem kleineren (nach Erik Widmark benannten) Widmarkfaktor nieder. Weicht ein Individuum durch Über- oder Untergewicht stark von seiner Referenzgruppe ab, führt dies unter Umständen zu einer Fehlberechnung der BAK.

### Resorptionsdefizit
Meist sind die Erwartungswerte, die man aus den konsumierten Alkoholmengen berechnet, höher als die gemessenen Blutspiegel. Dieses Defizit bezeichnet man auch als Resorptionsdefizit. Bei leerem Magen kann dieses Defizit bis etwa 10 % der aufgenommenen Alkoholmenge ausmachen, bei gleichzeitiger Nahrungsaufnahme oder gefülltem Magen und großen Trinkmengen kann es jedoch erheblich höher ausfallen.

## Berechnung der BAK
Die Alkoholkonzentration im Blut hängt ab von:
- der Menge des konsumierten Alkohols
- der Resorptionsrate[17] des Alkohols im Körper
- der Menge des Körperwassers, in dem sich der Alkohol verteilt
- der Abbaurate des Alkohols im Blut.

### Widmark-Formel
Der schwedische Chemiker Erik M. P. Widmark hat folgende Formel zur Bestimmung der theoretischen maximalen BAK entwickelt:
{\displaystyle w={\frac {A}{m\cdot r}}}
mit
- {\displaystyle w} der Massenanteil des Alkohols im Körper in ‰
- {\displaystyle A} die aufgenommene Masse des Alkohols in Gramm (g)
- {\displaystyle m} die Masse der Person in Kilogramm (kg)
- {\displaystyle r} der Reduktions- oder Verteilungsfaktor im Körper:
  - Männer: 0,68–0,7
  - Frauen/Jugendliche: 0,55–0,60
  - Säuglinge/Kleinkinder: 0,75–0,80

Um bei einem Getränk die Masse {\displaystyle A} des Alkohols herauszufinden, muss das Volumen {\displaystyle V} des Getränkes (gemessen in Milliliter, damit das Ergebnis in Gramm vorliegt) mit dem Alkoholvolumenanteil {\displaystyle e} (auf dem Getränkebehälter zu finden, z. B. Bier: 0,05) und der Dichte von Alkohol ({\displaystyle \rho \approx 0{,}8\,\mathrm {kg/l} =0{,}8\,\mathrm {g/ml} }) multipliziert werden: {\displaystyle A=V\cdot e\cdot \rho }. Hat beispielsweise ein Liter (also 1000 ml) Bier einen Volumenanteil von 0,05 (d. h. 5 %) Alkohol, so entsprechen die 50 ml Alkohol einem Gewicht von 40 g.
Ein Beispiel: Trinkt also ein ca. 80 kg ({\displaystyle m=80\,\mathrm {kg} }) schwerer Mann ({\displaystyle r\approx 0{,}7}) eine 0,5-l-Flasche Bier ({\displaystyle A=20\,\mathrm {g} } Alkohol), so ergibt das in die Widmark-Formel eingesetzt folgende BAK:
{\displaystyle \mathrm {BAK} _{\mathit {Bsp.}}=\mathrm {c} _{\mathit {Bsp.}}=\mathrm {{\frac {20\,g}{80\,kg\cdot 0{,}7}}={\frac {20}{56}}{\frac {g}{kg}}\approx 0{,}3571{\frac {g}{kg}}\approx 0{,}36} \,{}^{0\!}\!/\!_{00}}.
Von der errechneten Blutkonzentration müssen zwischen 10 % und 30 % abgezogen werden, da der Alkohol nicht vollständig aufgenommen wird.
Als stündlicher Abbauwert ist ein Wert zwischen 0,1 ‰ und 0,2 ‰ anzunehmen. In der forensischen Literatur geht man auch von einer Abbaurate von ca. 0,15 ‰ aus.
Der Reduktionsfaktor spiegelt den Anteil des Körpers wider, in dem sich der Alkohol verteilt. Neben der historisch ersten und heute noch gängigen Formel von Widmark werden im Folgenden weitere Berechnungsverfahren, die neben dem Körpergewicht und Geschlecht auch die Körperlänge und das Alter berücksichtigen, beschrieben.

### Berechnung nach Seidl
Nach Seidl ergeben sich die Reduktionsfaktoren für Frauen (RW) und Männer (RM) unter Berücksichtigung von Körpergewicht in kg und von Körperlänge in cm:
RW = 0,31223 − 0,006446 · Körpergewicht + 0,004466 · Körperlänge,
RM = 0,31608 − 0,004821 · Körpergewicht + 0,004632 · Körperlänge.

### Berechnung nach Ulrich
Ulrich schlug für Männer (RU) folgende Beziehung vor:
RU = 0,715 − 0,00462 · Körpergewicht + 0,0022 · Körperlänge

### Watson-Formel
Eine weitere Formel lieferte Watson. Er ermittelte empirisch die Abhängigkeit des Verteilungsfaktors {\displaystyle r} von Geschlecht, Körpermasse {\displaystyle m} (kg), Körpergröße {\displaystyle h} (cm) und Alter {\displaystyle t} (in Jahren).
Über eine Abschätzung des im Körper enthaltenen Wassers (Gesamtkörperwasser GKW [Liter]) kann der Verteilungsfaktor {\displaystyle r} genauer bestimmt werden:
{\displaystyle GKW_{\mathrm {m{\ddot {a}}nnlich} }=2{,}447-0{,}09516\cdot {\frac {t}{\mathrm {Jahre} }}+0{,}1074\cdot {\frac {h}{\mathrm {cm} }}+0{,}3362\cdot {\frac {m}{\mathrm {kg} }}},
{\displaystyle GKW_{\mathrm {weiblich} }=-2{,}097+0{,}1069\cdot {\frac {h}{\mathrm {cm} }}+0{,}2466\cdot {\frac {m}{\mathrm {kg} }}}.
Eine von Axel Eicker stammende Modifikation bei Frauen enthält eine Altersabhängigkeit. Hier ist ein Parameter allerdings nur dreistellig, was zu einem Genauigkeitsverlust führt:
{\displaystyle GKW_{\mathrm {weiblich} }=0{,}203-0{,}07\cdot {\frac {t}{\mathrm {Jahre} }}+0{,}1069\cdot {\frac {h}{\mathrm {cm} }}+0{,}2466\cdot {\frac {m}{\mathrm {kg} }}}.
{\displaystyle r} ergibt sich nun wie folgt
({\displaystyle \rho _{\mathrm {Blut} }} = Dichte des Blutes, durchschnittlich {\displaystyle 1{,}055\,{\tfrac {\mathrm {g} }{\mathrm {cm} ^{3}}}}):
{\displaystyle r={\frac {\rho _{\mathrm {Blut} }\cdot GKW}{0{,}8\cdot m}}}.
Der Faktor 0,8 gibt den Anteil des Wassers im Blut an. Setzt man dies in die Widmark-Formel ein, so erhält man
{\displaystyle c={\frac {0{,}8\cdot A}{\rho _{\mathrm {Blut} }\cdot GKW}}}.

## Messung der BAK
Die BAK kann durch unterschiedliche Verfahren bestimmt werden. Gängige Verfahren sind das ADH-Verfahren und die gaschromatographische Bestimmung. Beide Verfahren werden in der Regel nicht auf Vollblut, sondern auf Serum angewandt. Dazu werden die festen Blutbestandteile durch Zentrifugieren vom Blutserum getrennt. Seit den späten 1990er Jahren bestehen Bestrebungen, die BAK aus der Atemalkoholkonzentration (AAK) zu errechnen.
Eine Blutentnahme unter Desinfektion der Punktionsstelle mit Ethanol hat keinen verfälschenden Einfluss auf die Messung der Blutalkoholkonzentration.
Für rechtliche Belange muss die BAK in Deutschland mittels zweier unterschiedlicher Verfahren in Doppelbestimmung ausgeführt werden. Die vier Einzelwerte dürfen nicht mehr als 10 % vom Mittelwert abweichen.

### ADH-Methode
In einer Pufferlösung wird Ethanol durch das Enzym Alkoholdehydrogenase (ADH) zu Acetaldehyd oxidiert. Der Aldehyd wird durch Semicarbazid gebunden. Der freiwerdende Wasserstoff wird an NAD gebunden. Das gebildete NAD-H unterscheidet sich von NAD durch eine deutliche Absorptionsbande im Ultraviolettbereich von 340 nm. Dadurch kann auf entsprechend geeichten Geräten durch Extinktionsmessung auf den Ethanolgehalt einer Probe geschlossen werden.

### Gaschromatographische Bestimmung
Ein Verfahren zur gaschromatographischen Bestimmung von Ethanol im Serum ist die Methode mit internem Standard. Dazu wird die verdünnte Serumprobe mit einer definierten Menge tert.-Butanol vermischt. Über das Verhältnis der Peakhöhen oder Peakflächen des inneren Standards und des Ethanolpeaks der Probe kann der Ethanolgehalt der Probe errechnet werden.

### Atemalkoholkonzentration
Für die Atemalkoholbestimmung existieren eine Reihe von Verfahren.
Das für die Polizeipraxis entwickelte Messverfahren verwendete ursprünglich ein mit tiefgelbem Kaliumdichromat gefülltes Prüfröhrchen. Beim Durchleiten alkoholhaltiger Atemluft (1 Liter Blasvolumen) wird das Röhrchen durch Bildung von Cr(III) grün gefärbt, dabei ist die Länge der grün gefärbten Zone ein Maß für den Alkoholgehalt. Seit 1995 setzt die Polizei elektronische Geräte mit einem elektrochemischen Sensor ein, der in einer digitalen Anzeige die gemessene Atemalkohol-Konzentration (AAK) in mg/l anzeigt.
Üblicherweise wird das Gerät Dräger Alcotest 7410 direkt vor Ort bei Kontrollen und bei Unfallaufnahmen durch die Polizei eingesetzt.
Die beiden genannten Verfahren sind nicht als Beweis vor Gericht zugelassen. Sie dienen daher lediglich als Vortest. Grundlegende Prüfungen von elektronischen Atemalkoholtestverfahren wurden 1981 vom damaligen Institut für Sozialmedizin und Epidemiologie des Bundesgesundheitsamtes veröffentlicht. Abhängig vom Testergebnis wird entweder eine Blutentnahme angeordnet, oder eine beweissichere AAK-Messung durchgeführt. Dazu steht seit Ende der 90er Jahre mit dem Dräger Alcotest 7110 Evidential MK III ein weitaus komplexeres Messgerät zur Verfügung, das durch die Verwendung zweier unterschiedlicher Messverfahren (Brennstoffzelle und Infrarot-Sensor) in Doppelbestimmung die rechtlichen Anforderungen erfüllt. Die Vergleichbarkeit von AAK und BAK wird allerdings diskutiert.
Nach § 24a Abs. 1 StVG entsprechen 0,5 ‰ Blutalkoholkonzentration 0,25 mg/l Atemalkoholkonzentration.

## Rechtliche Bedeutung
Im Straf- und Ordnungswidrigkeitenrecht spielt die BAK des Täters vor allem bei der Beurteilung seiner Schuldfähigkeit eine Rolle. Zudem setzen bestimmte Straftatbestände eine Alkoholisierung des Täters bzw. Opfers voraus. Zivilrechtlich kann eine Alkoholisierung zur Nichtigkeit von Willenserklärungen führen (§ 105 BGB).

### Berechnung des Blutalkoholgehalts zur Tatzeit auf Grund der Trinkmengen
Wurde eine Blutprobe nicht entnommen, muss in der Regel eine Berechnung der Blutalkoholkonzentration zur Tatzeit nach Trinkmengen vorgenommen werden. Anhand der Trinkmenge, des Körpergewichts und des Körperbaus wird mit Hilfe von Tabellenwerken, die auch Auskunft über die Alkoholgehalte vieler Getränke geben, zunächst die Blutalkoholkonzentration festgestellt, die theoretisch erreicht worden wäre, wenn die gesamte Alkoholmenge auf einmal in den Körper gelangt wäre (theoretische Konzentration). Von diesem Wert ausgehend ist folgende Berechnung anzustellen:
Höchstmögliche Blutalkoholkonzentration
Theoretische Konzentration
minus Resorptionsdefizit 10 %
Abbau je Stunde 0,1 ‰
Niederstmögliche Blutalkoholkonzentration
Theoretische Konzentration
minus Resorptionsdefizit 30 %
Abbau je Stunde 0,2 ‰
Sicherheitsabschlag einmalig 0,2 ‰
Die Aufnahme des Alkohols samt Promillegehalt im Körper ist abhängig vom Körpergewicht:

### Berechnung des Blutalkoholgehalts zur Tatzeit aufgrund einer später entnommenen Blutprobe
Wurde eine Blutprobe entnommen, gelten nach ständiger Rechtsprechung des Bundesgerichtshofs Grundsätze, die auf naturwissenschaftlichen Erkenntnissen beruhen, allgemein gültig sind und dem Zweifelssatz gerecht werden (individuelle Abbauwerte erkennt die Rechtsprechung nicht an). Über diese Grundsätze darf sich auch ein Sachverständiger nicht hinwegsetzen. Nach diesen Grundsätzen ist die Tatzeitblutalkoholkonzentration nach Blutprobe wie folgt zu berechnen:
Höchstmögliche Blutalkoholkonzentration
Zugunsten des Angeklagten ist von abgeschlossener Resorption auszugehen. Abbau je Stunde 0,2 ‰; Sicherheitszuschlag einmalig 0,2 ‰ von der ersten Stunde an.
Niedrigstmögliche Blutalkoholkonzentration
Abbau je Stunde 0,1 ‰, nach beendeter Resorption. Diese kann bis zu zwei Stunden dauern. Deshalb bleiben für die Rückrechnung zwei Stunden nach Trinkende außer Betracht.
Liegen lediglich „Alcotest Handmessgerät“-Testergebnisse über die Atemluftkonzentration vor, dürfen diese wegen der noch bestehenden Mess-Ungenauigkeiten nicht zum Nachteil des Angeklagten verwertet werden. Einer Verwertung zugunsten des Angeklagten steht aber nichts entgegen. Die Messwerte sind dann ebenso zurückzurechnen wie Blutprobenergebnisse.
Je länger die Tat zurückliegt, umso problematischer wird die Rückrechnung der BAK zum Tatzeitpunkt, insbesondere wegen des sogenannten Nachtrunks (genannt auch „Schlusstrunk“). Trinkt der Täter nach der Tat – etwa beim Eintreffen der Polizei oder während der Fahrt zur Wache – in kurzer Zeit größere Mengen Alkohol (Flachmann mit Hochprozentigem im Handschuhfach) wird die nachträgliche Bestimmung der BAK zum Tatzeitpunkt aufgrund des Anflutungswertes bei unbekannter Menge sowie in unbekannter Konzentration von Alkohol im Blut in der Regel nicht mehr möglich sein. Unter bestimmten Umständen kann zum Ausschluss eines auch Sturztrunk genannten Nachtrunks die Begleitalkoholanalyse beitragen.
Mit der erweiterten Widmark-Formel kann man dies auch approximativ berechnen:
{\displaystyle c(x)={\frac {A}{m\cdot r}}-a\cdot x}
mit
{\displaystyle a=0{,}1\dots 0{,}2\approx 0{,}15},
{\displaystyle x={\text{Zeit}}\ \mathrm {[h]} },
(weitere Variablen wie in Abschnitt Widmark-Formel).

### Grenzwerte

#### Europa
Die nachfolgende Tabelle gibt eine selektierte Übersicht der Grenzwerte in Europa wieder. Für Berufsfahrer und motorisierte Zweiradfahrer sowie Fahranfänger gelten oftmals geringere Grenzwerte. Weitere Informationen können dem Artikel Promillegrenzen im Straßenverkehr in Europa entnommen werden.
| Land        | erlaubte Maximalgrenze                                                                                    | Geldbuße oder -strafe                                                                                                 | Führerscheinentzug                                                                                                   | Nachschulung | Haftstrafe                                                                 | Fahrzeugentzug | Bemerkungen |
| ----------- | --- | --- | --- | ------------ | -------------------------------------------------------------------------- | -------------- | --- |
| Deutschland | 0,0 ‰ – 0,5 ‰                                                                                             | ab 250 € | ab 0,5 ‰ | ab 0,5 ‰     | Nein                                                                       | Nein           | MPU für motorisierte Fahrzeugführer und Fahrradfahrer ab 1,6 ‰, im Wiederholungsfall oder bei Ausfallerscheinungen kann eine MPU auch bei geringeren Werten angeordnet werden. |
| Schweiz     | 0,5 ‰ 0,1 ‰ (Führerschein auf Probe, Lernfahrer, Fahrlehrer, Begleiter auf Lernfahrten, Berufschauffeure) | Geldbuße 600–800 CHF, falls keine anderen Verkehrsregeln verletzt wurden. Ab 0,8 ‰ hohe Buße und bedingte Geldstrafe. | ab 0,5 ‰ (falls zusätzlich noch andere Verstöße begangen wurden) ab 0,8 ‰ (Ausweisentzug für mindestens drei Monate) | Nein         | Bedingte oder unbedingte Haftstrafe bei wiederholtem Fahren mit über 0,8 ‰ | Nein           | MPU ab 1,6 ‰, für mehrere Monate muss eine Alkoholabstinenz nachgewiesen werden                                                                                                |
| Italien     | 0,0 ‰ – 0,5 ‰                                                                                             | 500 € – 6.000 € | ab 0,5 ‰ | Nein         | ab 1,5 ‰                                                                   | ab 1,5 ‰       | |
| Norwegen    | 0,2 ‰ | | |              |                                                                            |                | Strafmaß nicht bekannt. |
| Polen       | 0,2 ‰ | > 145 € | ab 0,2 ‰ Fahrverbot                                                                                                  | Nein         | möglich                                                                    | Nein           | Gilt nur für Führer eines Kraftfahrzeugs. |
| Österreich  | 0,1 ‰ – 0,5 ‰                                                                                             | 300 € – 5.900 € | ab 0,5 ‰ | ab 0,5 ‰     | Nein                                                                       | Nein           | Nachschulung und/oder Führerscheinentzug bei Wiederholungsfall ab 0,5 ‰. Ab 0,8 ‰ zwingend.                                                                                    |
| Schweden    | 0,2 ‰ | | |              |                                                                            |                | Strafmaß nicht bekannt. |

#### Deutschland
Das Führen eines Kraftfahrzeugs auf öffentlichen Straßen, Wegen und Plätzen in nicht fahrtüchtigem Zustand ist verboten.
Der Bundesgerichtshof hat 1953 einen für die Gerichte in der Bundesrepublik Deutschland verbindlichen Blutalkoholspiegel von 1,5 ‰ festgelegt, ab dem im Straßenverkehr jeder Kraftfahrer als absolut fahruntüchtig zu gelten hat. Dieser Wert wurde durch den BGH 1966 auf 1,30 ‰ und 1990 auf 1,10 ‰ reduziert. Seit 1973 werden Alkoholfahrten von Kraftfahrern ab 0,8 ‰, seit 1998 ab 0,5 ‰ auch als Ordnungswidrigkeiten geahndet.
Für Fahranfänger bis 21 Jahre und während der Probezeit gilt mit der Einführung des neuen § 24c StVG in Deutschland ab 1. August 2007 zusätzlich auch ein absolutes Alkoholverbot. Ordnungswidrig handelt, wer in der Probezeit nach § 2a StVG oder vor Vollendung des 21. Lebensjahres als Führer eines Kraftfahrzeugs im Straßenverkehr alkoholische Getränke zu sich nimmt oder die Fahrt antritt, obwohl er unter der Wirkung eines solchen Getränks steht. Die nachfolgenden Werte sind überwiegend nicht gesetzlich festgelegt, sondern als ständige Rechtsprechung das Ergebnis jahrelanger Justizpraxis.
| BAK in ‰ | Rechtliche Bedeutung |
| -------- | --- |
| 0,0      | Absolutes Alkoholverbot für Fahranfänger in der Probezeit oder vor Vollendung des 21. Lebensjahres. Die Zuwiderhandlung wird als schwerwiegende Ordnungswidrigkeit eingestuft und nicht nur mit einer Geldbuße von 250 € geahndet. Zusätzlich erhält man auch 1 Punkt im Fahreignungsregister in Flensburg, was nach § 2a Abs. 2 StVG zur Anordnung der Teilnahme an einem besonderen Aufbauseminar und zur Verlängerung der Probezeit um 2 Jahre führt. |
| 0,3      | „Relative Fahruntüchtigkeit“: Wenn typische Ausfallerscheinungen, Fahrfehler oder konkrete Gefährdungen hinzutreten, ist dies nach § 316 StGB (Trunkenheit im Verkehr) oder sogar nach § 315c StGB (Gefährdung des Straßenverkehrs) strafbar und wird zudem im Regelfall zum Entzug der Fahrerlaubnis (nach § 69 StGB) führen. Die Fahreignung ist nicht mehr gegeben. |
| 0,5      | Die „0,5 Promille-Grenze“: Unerlaubtes Führen eines Kraftfahrzeuges im Straßenverkehr, auch ohne Ausfallerscheinungen (in der Regel aufgrund entsprechender Alkoholgewöhnung). Ordnungswidrigkeit gem. § 24a StVG (erster Verstoß: 1 Monat Fahrverbot, 500 € Bußgeld, 2 Punkte im Fahreignungsregister in Flensburg; zweiter Verstoß: 3 Monate Fahrverbot, 1000 € Bußgeld, 2 Punkte; weitere Verstöße: 3 Monate Fahrverbot, 1500 € Bußgeld, 2 Punkte). Nach der zweiten entdeckten Alkoholfahrt wird – unabhängig von der Höhe der BAK – in der Regel eine Medizinisch-Psychologische Untersuchung gefordert, um die Fahreignung zu überprüfen. |
| 1,1      | „Absolute Fahruntüchtigkeit“ beim Führen eines Kraftfahrzeuges im Straßenverkehr und in der Schifffahrt. Straftat gem. § 316 StGB. Entzug der Fahrerlaubnis für etwa 9 Monate (unterschiedlich geregelt), Strafbefehl mit Geldstrafe von mindestens 40 bis 60 Tagesgehalt-Sätzen oder Freiheitsstrafe bei fahrlässiger Gefahrenverursachung, 3 Punkte in Flensburg, Schadensersatzansprüche Dritter. |
| 1,3      | „Absolute Fahruntüchtigkeit“ beim Führen eines Motorsportboots auf dem Bodensee |
| 1,6      | Anordnung einer MPU zur „Begutachtung der Fahreignung“ sowie „absolute Fahruntüchtigkeit“ auch beim Führen nichtmotorisierter Fahrzeuge im Straßenverkehr (vor allem Fahrräder). Die Frist zur Durchführung beträgt normalerweise 2 Monate, bei Nichtvorlage eines positiven Gutachtens folgt der Entzug der Fahrerlaubnis. |
| 2,0      | Verminderte Schuldfähigkeit gem. § 21 StGB ist möglich (außer bei Tötungsdelikten). |
| 2,2      | Verminderte Schuldfähigkeit gem. § 21 StGB bei Tötungsdelikten ist möglich (Verringerung der Hemmschwelle). |
| 2,5      | Verminderte Schuldfähigkeit gem. § 21 StGB ist wahrscheinlich. Schuldunfähigkeit gem. § 20 StGB (und damit auch actio libera in causa) ist möglich. |
| 3,0      | Schuldunfähigkeit gem. § 20 StGB ist (sehr) wahrscheinlich (außer bei Mord). Ein regelmäßiges Vorliegen von Schuldunfähigkeit wird nach neuester Rechtsprechung des BGH nicht mehr angenommen (aber die Indizwirkung bleibt). § 323a StGB Vollrausch möglich, wenn § 20 StGB nicht ausschließbar. |
| 3,3      | Schuldunfähigkeit des Mörders ist (sehr) wahrscheinlich („Sicherheitszuschlag“, höhere Hemmschwelle) |
| 3,5      | Hier endet die Vernehmungsfähigkeit (§ 136a StPO). Dies hat Bedeutung für die Verwertbarkeit der Aussage und eine mögliche Strafbarkeit des Vernehmenden. |
| > 3,0    | Der Wert der letalen Dosis wird in Fachliteratur mit 3 ‰ bis 4 ‰ beschrieben. Allerdings sind Fälle mit einer überlebten BAK um 4 ‰ nicht außergewöhnlich. Es sind extreme Fälle bekannt, die diese Werte deutlich überschreiten. |

Im Schiffsverkehr gilt im Gültigkeitsbereich der Seeschifffahrtsstraßen-Ordnung für den Führer eines Fahrzeuges und Personal mit anderer Tätigkeit des Brücken-, Decks- oder Maschinendienstes ein BAK-Grenzwert von 0,5 ‰, bzw. ein AAK-Grenzwert von 0,25 mg/l Atemluft (§ 3 Abs. 4 SeeSchStrO). Das Führen eines Schiffes unter Alkoholeinfluss kann nach § 61 Abs.1 Nr. 1a-c SeeSchStrO iVm § 15 des Seeaufgabengesetzes (SeeAufgG) ordnungswidrig sein. Für Schiffsführer kann zudem eine Strafbarkeit nach § 315a StGB oder nach § 316 StGB in Betracht kommen.

### Haftung und Versicherungsschutz

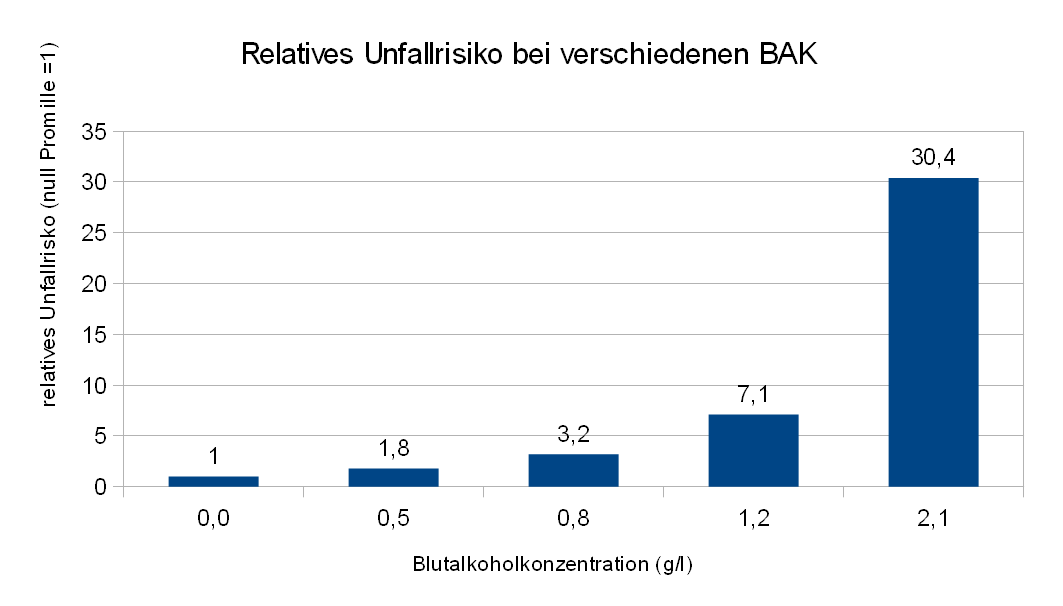
Exponentielle Zunahme des Unfallrisikos mit steigender Blutalkoholkonzentration.

Alkoholisierung wirkt sich bei Gerichtsverfahren nach einem Straßenverkehrsunfall regelmäßig negativ auf die Schuld-Zumessung zwischen den Unfallbeteiligten aus. Sie kann auch bei relativ klaren Unfallsituationen dazu führen, dass einem alkoholisierten Geschädigten aufgrund verminderter Reaktionsfähigkeit für Ausweich- oder Bremsmanöver eine (Mit-)Schuld zugesprochen bzw. dessen Unfallgegner von einer (Mit-)Schuld befreit wird. Nur in Ausnahmefällen kommt es zu anderslautenden Urteilen.
Zugleich hat die Trunkenheit des Fahrzeugführers auch Auswirkungen auf üblichen Versicherungsschutz: „Ist der Alkohol eindeutig für den Unfall verantwortlich greift in der Kraftfahrzeug-Haftpflichtversicherung die Trunkenheitsklausel. Sie befreit den Versicherer von seiner Leistungspflicht. (…Zwar) reguliert die Kfz-Haftpflichtversicherung den Schaden. Anschließend nimmt sie den Fahrer jedoch in Regress. Maximal 5.000 € kann sie sich vom Schädiger zurückholen.“
Beschuldigte können in Zweifelsfällen vom beteiligten Arzt eine zweite Blutprobe abnehmen und diese in einem unabhängigen und qualitätskontrollierten gerichtsmedizinischen Institut untersuchen lassen, um einen Gegenbeweis zu ermöglichen. Nur damit sind Widersprüche und insbesondere mögliche Probenverwechslungen bei der Analyse gerichtsfest zu klären.

## Grundlegende Gutachten und Monografien
- P. V. Lundt, E. Jahn: Alkohol bei Verkehrsstraftaten. Gutachten des Bundesgesundheitsamtes. Hrsg. Bundesminister der Justiz sow. Bundesminister für Verkehr. Kirschbaum Verlag, Bad Godesberg 1966, DNB 456442146.
  - Ergänzende Stellungnahme zu den bisher vorgelegten Gutachten des Bundesgesundheitsamtes. Kirschbaum Verlag, Bad Godesberg 1967, DNB 457472073.
- Harald Schütz: Alkohol im Blut – Nachweis und Bestimmung, Umwandlung, Berechnung. Verlag Chemie, Weinheim 1983, ISBN 3-527-26094-3.
- H. J. Gibitz, H. Schütz (Bearb.): Bestimmung von Ethanol im Serum – Durchführung und Interpretation im klinisch-chemischen Laboratorium. Für die DFG. Mitteilung XX der Senatskommission für klinisch-toxikologische Analytik. VCH Verlagsgesellschaft, Weinheim 1993, ISBN 3-527-27555-X.
- Terminology for the European Conference on Health, Society and Alcohol – A glossar with equivalents in English, French, German and Russian, (Hrsg.: Sonja Hvalkov und Peter Anderson) veröffentlicht 1995 vom WHO Regionalbüro in Kopenhagen. An der Ausgabe arbeiteten mit: Griffith Edwards (National Addiction Centre, London), Michel Craplet (Association nationale de prévention de l'alcoolisme, Paris), Manfred Frank (Bundesinstitut für gesundheitlichen Verbraucherschutz und Veterinärmedizin, Berlin), Burckhard Junge und Hans-Ulrich Melchert (beide Robert Koch-Institut, Berlin) und Constantin Krasovsky (Alcohol and Drug Information Centre Kiew).[48][49][50]